# Ekonomika Řecka
Řecká ekonomika je 51. největší na světě dle nominálního HDP (218 032 mld. $ za rok.) Je také 55. největší na světě dle parity kupní síly (320 474 mld. $ za rok.) V roce 2018 bylo Řecko mezi 28 členy Evropské unie sedmnáctou největší ekonomikou. Řecko je země s vyvinutou ekonomikou, její největší část se tedy zakládá na službách (80 %), zbylých 20 procent je rozděleno mezi industriální sektor (16 %) a zemědělství (zhruba zbývající 4 %). Velmi významným faktorem pro řeckou ekonomiku je turismus a lodní doprava. Například v roce 2013 navštívilo Řecko 18 milionů mezinárodních turistů což v té době stavělo Řecko na 7 místo mezi nejvíce navštěvovanými zeměmi z EU a na 16 místo na světové úrovni. Řecké námořní loďstvo je jedno z největších na světě a převáží až 15 % světové tonáže převáženého zboží.
Řecko je pro Evropskou unii velmi významným zemědělským producentem a vývozcem, a to speciálně pro oblast Balkánu. Zde je také Řecko nejsilnější ekonomikou a funguje zde jako velmi významný investor. Řecko bylo největším zahraničním investorem v Albánii v roce 2013, třetím největším investorem v Bulharsku a patřilo mezi tři největší zahraniční investory v Srbsku a Rumunsku. Také je nejdůležitějším obchodním partnerem pro Severní Makedonii. Řecká telekomunikační společnost OTE se stala velmi významným zahraničním investorem pro mnoho jugoslávských a balkánských států.
Řecko je klasifikováno jako pokročilý stát s „high-income economy“ a bylo zakládajícím členem Organizace pro hospodářskou spolupráci a rozvoj (zkráceně OECD z angl. Organisation for Economic Co-operation and Development) a také Organizace černomořské ekonomické spolupráce (zkráceně BSEC z angl. Organization of the Black Sea Economic Cooperation). V roce 1981 se Řecko stalo členem Evropské unie a v roce 2001 přijalo Euro jako náhradu své národní měny (Řecká drachma).

## Primární sektor
Řecké zemědělství se zakládá hlavně na malých rodinných široce rozprostřených usedlostech, zatím co kooperativní organizace jsou v Řecku stále na malé úrovni i přes snahu více sjednotit řecké zemědělství, která probíhá již zhruba 30 let primárně pod vedením Evropské unie. V řeckém zemědělství pracuje zhruba 12 % řecké pracovní síly. Primární sektor produkuje pouze zhruba 3,6 % HDP. Řecko produkuje rozsáhlý výčet plodin a hospodářských zvířat, mezi nejdůležitější a nejpočetnější ale patří olivy (v roce 2018 5. největším vývozcem, po Španělsku, Itálii, Maroku a Turecku), broskve (v roce 2018 3. největším vývozce po Číně a Itálii) a rybaření.

## Sekundární sektor
Řecký průmysl zažil velmi silný rozkvět mezi lety 2005 a 2011 kdy se produkce řeckého průmyslu zvedla o 6 % v porovnání se všemi členskými státy Evropské unie. Statistiky Eurostatu ukázaly, že řecký sekundární sektor by velmi silně zasažen řeckou dluhovou krizí v letech 2009 a 2010 kdy produkce snížila o 5.8 % a produkce průmyslu jako takového o 13.4 %.

## Terciární sektor

### Turismus
Moderní turismus se v Řecku zrodil až po roce 1950, řecký turismus zažil nečekaný rozkvět, když počet turistů vzrostl z 33 000 v roce 1950 na 11,4 milionu v roce 1994.
Řecko každým rokem navštíví zhruba 16 milionů turistů každý rok. V průzkumu OECD z roku 2008 je uvedeno, že turismus má podíl zhruba 18,2 % na řeckém hrubém domácím produktu. Stejný průzkum také ukázal, že průměrný turista utratí v Řecku zhruba 1073 $ což Řecko v té době stavělo na desátou příčku na mezinárodní úrovni. Počet pracovních míst přímo i nepřímo propojených s turismem byl v roce 2008 okolo 840 000 a reprezentoval 19 % řecké národní pracovní síly.

### Telekomunikace
Mezi lety 1948 a 80. léty 20. století byl telekomunikační trh státním monopolem společnosti „Hellenic Telecommunications Organization“ více známé pod zkratkou OTE. I přes jisté osvobození telefonních komunikací v 80. letech, OTE stále dominuje na řeckém telekomunikačním trhu a stole se jednou z největších telekomunikačních firem jihovýchodní Evropy. Firma OTE vlastní několik dceřiných společností v oblasti Balkánu, mezi ně patří Cosmote, Cosmote Rumunsko a Albánské mobilní komunikace.
V Řecku ale působí i další telekomunikační firmy, například Wind Hellas nebo řecký Vodafone (Vodafone Greece).

### Lodní doprava
Lodní doprava má v řecké historii velmi významnou pozici již od dob starověkého Řecka. Například v roce 1813 mělo řecké námořní loďstvo 615 lodí a v roce 1914 mělo 1322 a v 60. letech 19. století počet lodí v řecké obchodní flotile zdvojnásobil. Moderní řecká obchodní flotila se začala utvářet až po skončení druhé světové války, kdy řečtí námořní obchodníci byli schopni shromáždit velký počet přebytečných lodí, které jim prodala vláda Spojených států amerických skrze „Ship Sales Act of the 1940s“. Řecko má největší obchodní loďstvo na světě a jeho tonáž je odhadována na 245 milionů DWT (to lze srovnávat pouze s Japonskem jehož loďstvo má 224 DWT). Je odhadováno, že Řecko představuje 39 % DWT v námořním obchodu Evropské unie. Lodní doprava je zodpovědná zhruba za 6 % řeckého HDP a zaměstnává zhruba 4 % řecké pracovní síly.

## Dluhová krize

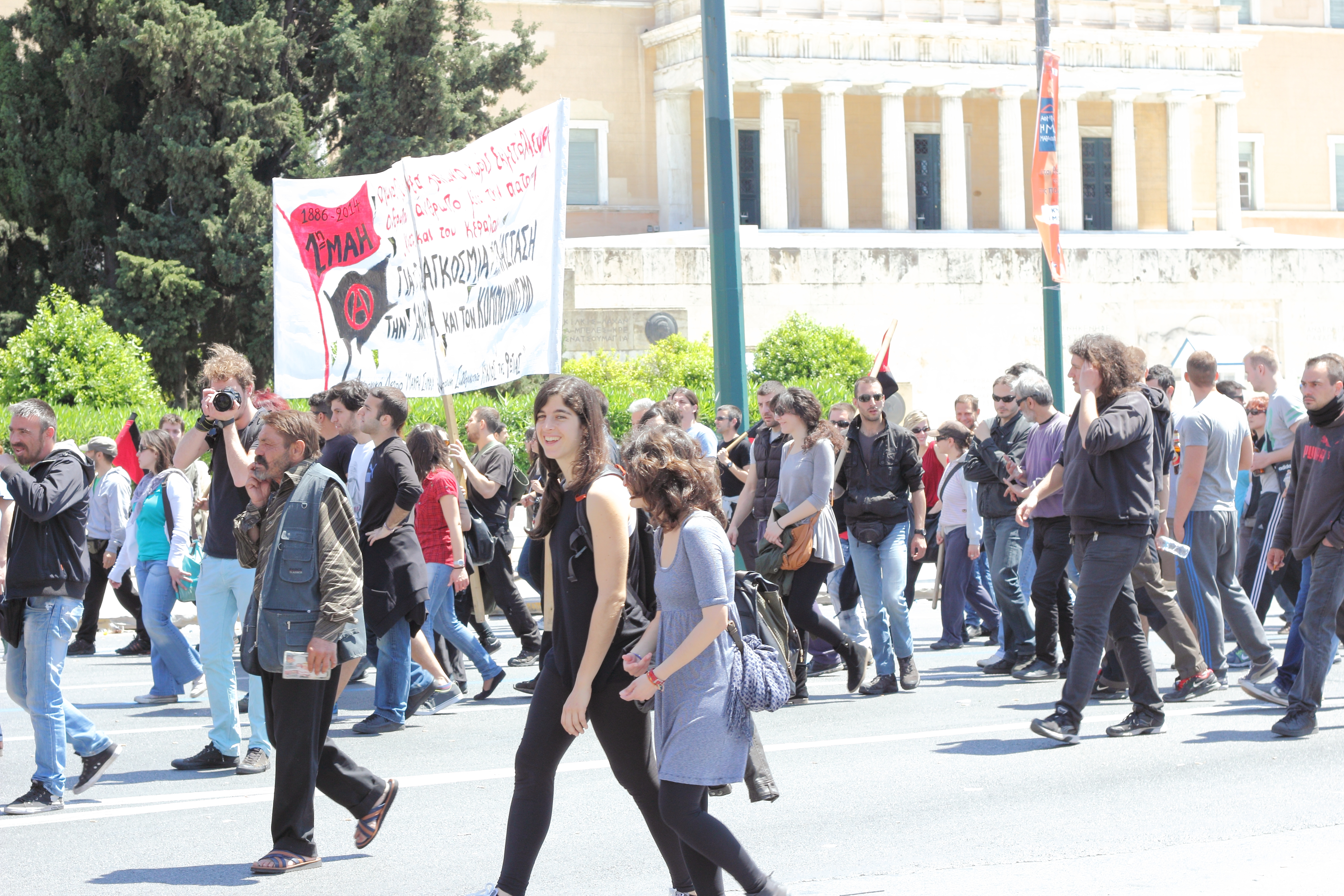
Protest před řeckým parlamentem. V květnu 2014 dosáhla nezaměstnanost mladých lidí v Řecku 53,1 %.

Dluhová krize v Řecku má svůj původ v počínání řeckých vlád, počínaje vládami Kostase Simitise (1996–2004) a také Kostase Karamanlise (2004–2009), mj. za pomoci nesprávných statistik. Účelem bylo usnadnění vstupu země do Evropské měnové unie (tzv. Eurozóny). Tyto vlády připustily nadměrné výdaje jak státního, tak soukromého sektoru, které nebyly kryté skutečnou hospodářskou výkonností země. Výsledkem bylo mimořádně vysoké zadlužení u zahraničních věřitelů, usnadněné oboustrannou vírou v evropskou měnovou solidaritu, a dlouhodobě neúnosný schodek státního rozpočtu. K prohloubení domácí krize značně přispěla celosvětová krize hospodářská a především finanční od roku 2007.
Řecko není podle úsudku ekonomů schopné postupně splácet své zahraniční dluhy, které dosáhly astronomické výše 324 miliard eur, natož je někdy zcela splatit. V referendu vyhlášeném novou vládou premiéra Alexise Tsiprase (hnutí Syriza) na 5. července 2015 rozhodl řecký národ o tom, zda přijme, nebo nepřijme podmínky EMU k řešení vzniklé situace. Řecku hrozí tzv. grexit, tj. dobrovolné nebo nedobrovolné opuštění eurozóny a znovuzavedení bývalé měny (drachma), spojené s velkými problémy pro hospodářství země a její obyvatelstvo.[zdroj?] V referendu se 61 % voličů vyslovilo proti podmínkám věřitelů země a 39 % pro tyto podmínky. Následujícího dne, 6. července 2015, odstoupil ze své funkce ministr financí Janis Varufakis. Novým ministrem financí se stal Euklidis Tsakalotos, který již vedl jednání s tzv. „trojkou“.
Od 12. července 2015 vedli představitelé Evropské měnové unie (EMU), především Angela Merkelová, François Hollande, Jean-Claude Juncker a Donald Tusk, v Bruselu jednání s ministerským předsedou Alexisem Tsiprasem o řešení řecké dluhové krize. Tsipras o tato jednání požádal bez ohledu na výsledek referenda z 5. července, protože se krize během několika dní vážným způsobem prohloubila. Dne 13. července 2015 bylo v Bruselu podepsáno předběžné ujednání mezi představiteli EMU a ministerským předsedou Tsiprasem o poskytnutí nových úvěrů ve výši zhruba 86 miliard eur (po odpočtu předpokládaného vlastního řeckého příspěvku jen 72 miliard eur) v rámci třetího záchranného programu s cílem dosáhnout v následujících třech letech restrukturalizaci státního dluhu země. V tom je započtena také částka 25 miliard eur na nezbytnou výpomoc pro opětné zprovoznění řeckého finančního systému, především bank. Potřebné úvěry by mohlo Řecko obdržet z prostředků Evropského stabilizačního mechanismu (EMS). Aby však byl tento program vůbec uskutečněn, musí být mj. schválen parlamenty některých členských zemí EMU. K tomu je nutné, aby řecký parlament do středy 15. července přijal 12 bodů opatření. Nejdůležitější z nich jsou zvýšení sazeb daně z přidané hodnoty, zvýšení věku pro odchod do starobního důchodu na 67 let a vytvoření fondu státního majetku s předpokládanou hodnotou zhruba 50 miliard eur, který má být zprivatizován. Výnos z privatizace státního majetku má být zčásti použit na splacení stávajícího státního dluhu, avšak 25 %, tedy v předpokladu 12,5 miliardy eur, by mohlo být použito na investice v Řecku samotném (tohoto ústupku dosáhl Tsipras v bilaterálním jednání s německou kancléřkou Merkelovou).
V roce 2019 činilo zadlužení Řecka téměř 182 procent HDP.